# Melissa Bell
Melissa Cecelia Ewen Bell (* 5. März 1964 in London; † 28. August 2017) war eine britische Sängerin. Sie wurde vor allem als eine der Lead-Sängerinnen der R&B-Gruppe Soul II Soul bekannt, der sie von 1993 bis 1996 angehörte. Sie sang auf der Single Wish und auf dem Album Volume V: Believe.

## Leben
Melissa Bell wuchs in London auf. Nach der Schule arbeitete sie ab 1982 für Marks & Spencer im Verkauf. Als junge schwarze Frau mit jamaikanischen Wurzeln erlebte sie in dieser Zeit viel Rassismus. So soll ihr Margaret Thatcher bei einem Besuch den Handschlag verweigert haben. Neben ihrer Verkaufstätigkeit trat sie als Sängerin mit diversen Gruppen auf. 1987 nahm sie mit Bobby E and the Midi City Crew die Single Walk on the Wild Side auf, ihre erste Singleveröffentlichung.
1991 verließ sie Marks & Spencer und versuchte zunächst als Solokünstlerin Erfolg zu haben. 1991 erschien ihre erste Single Reconsider, 1992 folgte If It’s Love. Ihre ersten Singles erweckten das Interesse von Jazzie B von der zu jener Zeit sehr erfolgreichen R&B-Gruppe Soul II Soul. Melissa Bell schloss sich der Gruppe an und war auf den beiden Singles Wish und Be a Man zu hören. Nach dem Album Volume V – Believe verließ sie die Gruppe allerdings wieder.
1997 folgten die Singles Rumbled Sex, Surrender, Mixed Up und Nothing Gonna Stop Me Now. Daneben trat sie mit der Soulband The Soul Explosion auf.
In den 2000ern zog sie sich von ihrer musikalischen Karriere zurück, da sie unter einer schweren Form der Diabetes litt, die es ihr unmöglich machte, ausgiebig zu touren.
Ihre Tochter Alexandra Burke ist als Popsängerin aktiv und wurde durch den Gewinn der 2008er Staffel von The X Factor bekannt. Kurz darauf verschlechterte sich der Zustand ihrer Mutter. Nachdem sie bereits während einer X-Factor-Show ihrer Tochter wegen Nierenversagen behandelt werden musste, war sie von nun an auf tägliche Dialyse angewiesen. Bell lehnte eine Nierenspende von ihrer Tochter ab. Burke half ihr aber mit einer Spendenkampagne und konnte so erreichen, dass ihre Mutter zu Hause wohnen bleiben konnte.
2010 erschien ihre Autobiografie Heart and Soul.
Am 28. August 2017 verstarb Melissa Bell im Alter von 53 Jahren an den Folgen ihrer Diabetes-Erkrankung.

## Werke
- Heart and Soul: The Emotional Autobiography of Melissa Bell, Alexandra Burke's Mother. John Blake 2010. ISBN 978-1844549214

## Diskografie
Mit Soul II Soul
Album:
- 1995: Volume V – Believe

Singles:
- 1993: Wish
- 1995: Be a Man

Solo
Singles:
- 1991: Reconsider
- 1992: If It’s Love
- 1997: Surrender
- 1997: Mixed Up
- 1997: Nothing Gonna Stop Me Now (mit Potential Bad Boy)
- 2001: Love’s in Need of Love Today (mit Dazz)
- 2002: (No More) Searching

Gastauftritte
- 1985: Fulfill Your Fantasy (von Keith Pole)
- 1987: Walk on the Wild Side (mit BobbyE and the Midi City Crew)
- 1991: The Dancer von Bingoboys
- 1998: Temptation von Staxx
- 2000: Like an Angel von Web
- 2000: Into My World von Dazz
- 2001: Radio Heaven von Web
- 2012: 4 You und Watch Out von Moon Base
- 2014: Lost & Loved von Thomas Motter
- 2017: Call & Response 3 von Thomas Motter